# ISO/IEC 10967
ISO / IEC 10967, aritmética independiente del lenguaje ( LIA ), es una serie de estándares sobre aritmética informática. Es compatible con ISO / IEC / IEEE 60559: 2011, más conocido como IEEE 754-2008, y muchas de las especificaciones son para valores especiales de IEEE 754 (aunque dichos valores no son requeridos por el propio LIA, a menos que el parámetro iec 559 sea verdadero). Fue desarrollado por el grupo de trabajo ISO / IEC JTC1 / SC22 / WG11, que se disolvió en 2011.
LIA consta de tres partes:
- Parte 1: aritmética de enteros y coma flotante, segunda edición publicada en 2012.
- Parte 2: Funciones numéricas elementales, primera edición publicada en 2001.
- Parte 3: aritmética de enteros complejos y coma flotante y funciones numéricas elementales complejas, primera edición publicada en 2006.

## Partes

### Parte 1
La Parte 1 se ocupa de los tipos de datos básicos enteros y de coma flotante (para múltiples radios, incluidos 2 y 10), pero a diferencia de IEEE 754-2008 no representa la representación de los valores. La Parte 1 también se ocupa de la aritmética básica, incluidas las comparaciones, sobre los valores de dichos tipos de datos. Se espera que el parámetro iec 559 sea verdadero para la mayoría de las implementaciones de LIA-1.
La Parte 1 fue revisada, a la segunda edición, para estar más en línea con las especificaciones de las partes 2 y 3.

### Parte 2
La Parte 2 trata con algunas operaciones "básicas" adicionales sobre valores de tipo de datos de punto flotante y entero, pero se enfoca principalmente en especificar requisitos en versiones numéricas de funciones elementales . Gran parte de las especificaciones en LIA-2 están inspiradas en las especificaciones en Ada para funciones elementales.

### Parte 3
La parte 3 generaliza las partes 1 y 2 para tratar con tipos de datos imaginarios y complejos y funciones aritméticas y elementales en dichos valores. Gran parte de las especificaciones en LIA-3 están inspiradas en las especificaciones para operaciones y tipos de datos imaginarios y complejos en C, Ada y Common Lisp .

## Fijaciones
Cada una de las partes proporciona enlaces sugeridos para varios lenguajes de programación. Estos no son parte de los estándares de LIA, solo sugerencias, y no están completos. Los autores de un estándar de lenguaje de programación pueden desear alterar las sugerencias antes de cualquier incorporación al estándar de lenguaje de programación.
Los estándares C99, C11 y C18 para C, y en 2013, los estándares para C ++ y Modula-2, tienen enlaces parciales a LIA-1.